# Хайдра (Тунис)
Хайдра — небольшое поселение в вилайете Кассерин, Тунис, известное благодаря расположенным там развалинам античного города Аммедара (лат. Ammaedara). Является центром одноимённого округа.
Поселение располагается в 84 километрах к северо-востоку от Кассерина
Европейские путешественники начали посещать Хайдру ещё в XVIII веке, однако в силу своей труднодоступности её научное изучение началось только в конце XIX века. В 1873 году немецкий филолог Август Вилманнс собирал там материалы для «Corpus Inscriptionum Latinarum». До конца столетия в Хайдре провели исследования французская экспедиция Анри Саладена и Рене Канья, известный византинист Шарль Диль и другие. Первые раскопки в Хайдре провёл в 1907—1908 годах Андре Пижаньоль. До начала Второй мировой войны раскопки в Хайдре вёл местный врач, вследствие чего множество памятников было повреждено, а ряд ценных находок оказался в различных собраниях. В 1942—1943 годах развалины пострадали от боевых действий и от размещённых в деревне алжирских беженцев. После 1967 года местность систематически изучается, преимущественно французскими археологами.